# Юзефово (Борисовский район)
Юзефово (бел. Юзафо́ва) — деревня в Борисовском районе Минской области Беларуси. Входит в Пригородный сельсовет.

## География
Расположена в 20 км на север от Борисова, 4 км на юг от Бродовки.
Ближайшие населённые пункты Житьково, Кострица, Садовщина и др.

### Гидрография
На правом берегу реки Сха.

## История
Первоначально был застенком.
С 1908 года в Кищино-Слободской волости Борисовского уезда Минской губернии.
До 18 декабря 2009 года деревня входила в состав Бродовского сельсовета.

## Население

### Численность
- 2009 год — 125 жителей

### Динамика
- 1908 год — 273 жителей, 39 дворов[2]
- 1999 год — 255 жителей (перепись населения)
- 2009 год — 125 жителей (перепись населения)[2]

## Улицы
- Блоньская
- Боровая
- Вишнёвая
- Партизанская
- Рассветная
- Трудовая

## Достопримечательность
- Церковь святых Царственных страстотерпцев. Освящена в 2013 году. Является образцом ретроспективно-русского стиля. Помимо нее в архитектурный ансамбль входят две часовни и звонница, увенчанная точной копией императорской короны.

## Известные лица
- Петкевич, Михаил Михайлович (1934—1999) — учёный в области судебной медицины.[4]